# Пуэрто-Десеадо
Пуэрто-Десеадо (исп. Puerto Deseado) — город и муниципалитет в департаменте Десеадо провинции Санта-Крус (Аргентина) в устье реки Рио-Десеадо, административный центр департамента.

## История
В марте 1520 года Фернан Магеллан, загнанный в эту бухту сильным ветром, назвал её «Бухтой вынужденной работы».
17 декабря 1586 года Томас Кэвендиш зашёл в устье реки на кораблях «Desire», «Hugh Gallant» и «Content», и пробыл здесь десять дней. Бухту в устье реки он назвал «Port Desire». В 1591 году он отправился из Англии в новую экспедицию, на этот раз на пяти кораблях; 20 мая 1592 года «Desire» (которым на этот раз командовал Джон Дейвис) и ещё один корабль, отставшие от эскадры Кэвендиша, зашли в «Port Desire», но, так и не дождавшись Кэвендиша, отправились в самостоятельное плавание, в ходе которого открыли Фолклендские острова.
В 1670 году в бухту зашёл корабль Джона Нарборо, объявившего эти земли владением Великобритании.
23 декабря 1832 года бухту посетил Роберт Фицрой на корабле «Бигль».
В 1780 году Франсиско де Вьедма возвёл здесь форт, который был заброшен в 1784 году, но восстановлен в 1790 году, чтобы быть базой для китобоев. В 1807 году форт опять был оставлен из-за снижения доходности китового промысла, плохой погоды и нападений англичан.
Современный город был основан на этом месте в 1883 году.